# Anthologia Latina
Als Anthologia Latina bezeichnete der deutsche Philologe Alexander Riese seine 1868 zuerst edierte Sammlung „kleiner“ lateinischer Gedichte aus antiker Zeit, die in verschiedenen Codices handschriftlich überliefert wurden. Unter dem Titel Anthologia hatte bereits Pieter Burman der Jüngere in Amsterdam 1759–73 eine vergleichbare Sammlung veröffentlicht.
Der Name lehnt sich an die Anthologia Palatina (auch: Anthologia Graeca) an, die ungleich bedeutendere Sammlung (alt)griechischer Epigramme und Kleindichtung, die im Ursprung schon antik ist und in der uns überlieferten Form im byzantinischen Mittelalter entstand.
Den Grundstock von Rieses Edition lateinischer Kleindichtung bildet die Sammlung des Codex Salmasianus aus dem 8. Jahrhundert, die in Nordafrika gegen Ende der Vandalenherrschaft (534) zusammengestellt wurde. Hierin sind neben zeitgenössischen Dichtern wie Luxurius, Minucius Felix und Florentinus, die am Hofe des Vandalenkönigs Thrasamund in Karthago wirkten, auch klassischen und nachklassischen lateinischen Autoren zugeschriebene Gedichte sowie zahlreiche Anonyma überliefert. Hiermit ist es für uns die wichtigste und umfassendste Sammlung dieser Art, die bereits in antiker Zeit entstand. Riese ergänzte sie in einem zweiten Band durch weitere Gedichte antiken Ursprungs, die in anderen Sammlungen in jüngeren Manuskripten des 9.–12. Jahrhunderts überliefert wurden.
Rieses Sammlung der handschriftlich überlieferten Kleindichtung stellte der deutsche Philologe Franz Bücheler 1895 eine zweibändige Sammlung inschriftlicher lateinischer Dichtung zur Seite, die im Untertitel als „zweiter Teil“ der Anthologia Latina bezeichnet wurde, aber heute meist unter dem eigentlichen Titel Carmina Latina Epigraphica (abgekürzt CLE) zitiert wird. Hiermit trug Bücheler dem Umstand Rechnung, dass die Grenzen zwischen „echten“ Versinschriften und solchen, die in literarische Sammlungen aufgenommen und nur dort überliefert wurden, durchaus nicht scharf zu ziehen sind. 
Aufgrund zahlreicher Neufunde wurde Büchelers zweibändiges Werk durch ein Supplement ergänzt (ed. Ernst Lommatzsch, 1926). Obgleich Büchelers Sammlung auch mit dieser Ergänzung inzwischen veraltet ist, ist sie bis heute nicht ersetzt und bildet nach wie vor den Referenzpunkt für die wissenschaftliche Beschäftigung mit den lateinischen Versinschriften. Dasselbe gilt für Rieses Zusammenstellung der handschriftlich überlieferten Gedichte, zu deren erstem Band D. R. Shackleton Bailey 1982 eine neue Textedition vorgelegt hat.
Anthologien (lat. Florilegien, dt. „Blütenlesen“) im Allgemeinen sind Sammlungen von Auszügen aus der Literatur. Der griechische Dichter Meleagros von Gadara (ca. 140–70 v. Chr.) veröffentlichte eine Sammlung von Epigrammen verschiedener Autoren unter dem Titel Stephanos (griech. „Kranz“, „Girlande“) und deutete damit die Struktur eines „Geflechts“ von Stücken verschiedener Provenienz an. Dies ist für uns das früheste erhaltene Beispiel für eine Epigramm-Anthologie und zugleich der Kern der oben genannten Anthologia Graeca. Der Begriff „Anthologie“  tritt zum ersten Mal im Titel eines zweibändigen, 152–162 verfassten Werkes des Astronomen Vettius Valens aus Antiochia auf.
Der Beginn der ersten lateinischen Florilegien liegt im Dunkeln. Sie dienten von Anfang an der Bewahrung, Verbreitung und schulischen Behandlung von Texten, deren Überlieferung gefährdet war: Formen der Kleinkunst wie Epigramme, Aphorismen und Apophthegmata. Die wichtigsten für uns erkennbaren Sammlungen lateinischer Kleindichtung sind neben der Salmasianischen Anthologie das Corpus Priapeorum und die Epigrammata Bobiensia.

## Ausgaben, Übersetzungen
- Alexander Riese, Franz Bücheler, Ernst Lommatzsch (Hgg.): Anthologia Latina sive Poesis Latinae supplementum. Leipzig 1868–1926.
- D. R. Shackleton Bailey (Hg.): Anthologia Latina, Vol. I: Carmina in codicibus scripta, fasc. I: Libri Salmasiani aliorumque carmina. Stuttgart 1982.
- Otto und Eva Schönberger (Übers.):  Anthologia Latina I. Blütenlese lateinischer Dichtung. Deutsche Übersetzung. Würzburg 2013.
- Wolfgang Fels (Übers.): Anthologia Latina mit den Vergil-Centonen. Eingeleitet, übersetzt und kommentiert von W. F. Stuttgart 2014.